# Nelly van Balen Blanken
Petronella „Nelly” van Balen Blanken po mężu Blaauboer (ur. 18 listopada 1917 w Anna Paulowna, zm. 29 października 2008 w Schagen) – holenderska lekkoatletka, specjalistka skoku wzwyż, medalistka mistrzostw Europy z 1938.
Zdobyła srebrny medal w skoku wzwyż na pierwszych kobiecych mistrzostwach Europy w 1938 w Wiedniu, przegrywając jedynie z Ibolyą Csák z Węgier. Pierwotnie w konkursie zwyciężyła Dora Ratjen z Niemiec, lecz została zdyskwalifikowana, gdy wyszło na jaw, że jest mężczyzną. Van Balen Blanken ustanowiła podczas tego konkursu rekord Holandii wynikiem 1,64 m.
Startowała w reprezentacji Holandii od 1937 do 1948.